# Apaches (Blueberry)
Apaches est un album hors série qui est fortement inspiré des albums de la série Mister Blueberry. Il est de Jean-Michel Charlier (scénario), Jean Giraud (dessin), Florence Breton (couleurs), Scarlett Smulkowski (couleurs), Claire Champeval (couleurs) et Jean Giraud (couleurs). Il a été publié pour la première fois en 2007.

## Résumé
« Apaches est une réécriture, faite à partir des [...] albums Mister Blueberry, Ombres sur Tombstone, Geronimo l'Apache, OK Corral et Dust, de la première rencontre de Blueberry avec Geronimo. Il comprend de nombreuses pages, images et textes complètement inédits. »

Depuis la fin de la guerre de Sécession, Mike S. Blueberry noie sa douleur dans l'alcool. En novembre 1865, saoul, il est mis sur le toit d'une diligence qui se dirige vers fort Mescalero, où il est affecté. Il voyage avec Caroline Younger et son père, le révérend Younger, qui déteste Blueberry : « Comment la cavalerie des États-Unis peut-elle accueillir de tels individus en son sein ? » Le soir venu, la diligence et les soldats qui l'accompagnent s'arrêtent « sous le surplomb de la Red Dog mesa », heureux de pouvoir s'y installer bien que des Apaches les observent depuis les hauteurs.
Le lendemain, les voyageurs reprennent la route mais sont rapidement poursuivis par des Apaches qui les dirigent vers « Sepulveda canyon », où ils découvrent que le canyon est bloqué par des branches. En tentant d'enlever les branches, Blueberry est assommé et « laissé pour mort ». Plus tard, il retrouve les autres voyageurs capturés, dont le révérend « attaché entre [...] deux poteaux » dans le but de le soumettre à la torture. Blueberry, après être monté sur un promontoire, se laisse tomber sur un indien à cheval, le chef de guerre Geronimo. Après un long combat, ce dernier prend le dessus, observé depuis le haut d'autres falaises par un groupe de soldats menés par le capitaine Noonan. Malgré le combat, Geronimo ne veut pas la mort de Blueberry.
Lorsque le chef des indiens mimbres ordonne la mort de Blueberry, les soldats commencent à tirer sur les indiens, provoquant leur fuite. Geronimo est capturé par un indien travaillant pour le compte de l'armée. Après la bataille, sur ordre de Noonan, les indiens blessés sont abattus par un officier, Potter, ce qui rend furieux Blueberry. En marche vers fort Mescalero, Blueberry comprend que « Noonan n'est pas un guignol ». Arrivés sur place, le révérend et sa fille Caroline se rendent à l'orphelinat qui surplombe le fort.
Dans un bar, après avoir bu beaucoup d'alcool, Blueberry en vient à frapper Potter, « un lâche [...] tout juste bon à tirer sur un blessé sans défense ! » Après avoir frappé le capitaine Noonan venu sur les lieux pour calmer les adversaires, Blueberry est enfermé avec les indiens capturés. Geronimo lui apprend qu'il doit « rétablir... L'HARMONIE DU MONDE ! » Revenu de sa cuite et sorti du cachot, Blueberry se lave et se rase, puis le capitaine Noonan lui indique où il dormira, l'invitant à se joindre à sa table le soir même. Après le repas, Blueberry apprend le but de l'orphelinat : « recueillir un certain nombre d'orphelins sauvages et [...] leur donner la meilleure éducation chrétienne qui soit ! » Blueberry réplique : « C'est criminel ! » Il explique que les enfants ainsi éduqués seront à la fois rejetés par les indiens et par les blancs. Le capitaine Noonan punit Blueberry en l'affectant à la corvée de bois.
Pendant qu'ils avancent dans un bois, le commandant d'une colonne de soldats, dont fait partie Blueberry, aperçoit une ferme en feu et lance ses hommes pour attaquer les indiens qui tournent autour du bâtiment. Les soldats tombent dans un piège, mais Blueberry parvient à les en sortir sans que trop d'hommes ne soient blessés. Après que les soldats sont soignés, ils retournent au fort par une piste qui les mène à « Huachuca Pass », où ils découvrent « des vieux, des femmes et des enfants » apaches abattus par des balles de « Springfield, modèle réglementaire » de l'armée.
Le lendemain, Blueberry, à l'invitation de Caroline Younger, se rend à l'orphelinat, où il voit un professeur battre un garçon. Il intervient pour empêcher le professeur de continuer à frapper. De retour parmi les hommes du fort, il apprend qu'il y a « un bruit qui court comme quoi ce serait le fils de Geronimo ! » Dans la soirée, Blueberry ouvre la porte de la cellule des indiens, mais ceux-ci refusent de s'enfuir : Geronimo veut savoir où se trouve son fils. Blueberry les conduit finalement à l'orphelinat.
Geronimo, après avoir grimpé le long du mur de l'orphelinat, retrouve son fils, mais quelques instants plus tard le révérend le menace de son fusil. L'un des garçons saute sur le fusil, mais le révérend prend le dessus. Malgré les supplications de sa fille, il ne veut pas libérer le garçon. Lorsque le garçon se libère, Geronimo est prêt à tuer le révérend d'un coup de couteau, mais Blueberry fait irruption ; « Je veux bien me mettre de ton côté !... Mais lâche ce couteau ! » Plus tard à l'extérieur près de l'orphelinat, alors que Geronimo et son fils s'éloignent de l'orphelinat, le révérend pointe son revolver dans le dos de Geronimo. Sa fille Caroline l'empêche d'ajuster l'indien et reçoit une balle, qui lui sera mortelle. 
« Trois mois plus tard », Blueberry quitte fort Mescalero pour fort Navajo. Le capitaine Noonan est aux arrêts, car l'« histoire du massacre de Huachuca Pass est montée jusqu'à Washington ! ».

## Personnages principaux
- Blueberry : lieutenant de cavalerie qui veut oublier les horreurs de la guerre de Sécession et se voit affecté à fort Mescalero, dans une région où des Apaches sont en conflit ouvert avec les hommes blancs[15].
- Révérend Younger : révérend qui mène un projet de « réinsertion civilisatrice » d'enfants apaches[16].
- Caroline Younger : fille du révérend qui éprouve de l'empathie pour les Apaches[17] et est attirée par Blueberry[18].
- Geronimo : chef de guerre apache[19].
- Capitaine Noonan : commandant du fort Mescalero, il est cruel envers les Apaches[20].

## Éditions
- Apaches, 2007, Dargaud, 64 p.  (ISBN 978-2-205-06079-9)